# Sober (G-Eazy)
Sober è un singolo del rapper statunitense G-Eazy, con la partecipazione di Charlie Puth, pubblicato l'8 dicembre 2017 dall'etichetta RCA Records, come terzo singolo dal quarto album in studio di G-Eazy, The Beautiful & Damned. La canzone è stata scritta da Eazy, Breyan Isaac, Ester Dean, Matt Dragstrem, Edgar Machuca, The Futuristics, Puth e Dakarai Gwitira, con la produzione gestita da questi ultimi tre.

## Classifiche
| Classifiche (2017-18)                        | Posizione massima |
| -------------------------------------------- | ----------------- |
| Belgio                                       | 4                 |
| Canada                                       | 80                |
| Nuova Zelanda                                | 9                 |
| Stati Uniti (Bubbling Under Hot 100 Singles) | 6                 |
| Stati Uniti (Hot R&B/Hip-Hop)                | 49                |
| Stati Uniti (Mainstream Top 40)              | 36                |
| Stati Uniti (Rhythmic)                       | 15                |